# Pachynoderes
Pachynoderes är ett släkte av skalbaggar. Pachynoderes ingår i familjen vivlar.
Kladogram enligt Catalogue of Life:
| Pachynoderes | \| \| Pachynoderes deprecator \| \| \| \| \| \| Pachynoderes rugifer \| \| \| \| |
|              | \| \| Pachynoderes deprecator \| \| \| \| \| \| Pachynoderes rugifer \| \| \| \| |
|              | Pachynoderes deprecator                                                          |
|              |                                                                                  |
|              | Pachynoderes rugifer                                                             |
|              |                                                                                  |